# Spartacus: Vér és homok
A Spartacus: Vér és homok (eredeti cím: Spartacus: Blood and Sand) 2010-ben bemutatott történelmi akciófilm-sorozat, ami Spartacusról, a gladiátorról és a gladiátortársadalom életéről szól. A tévésorozat sajátos módon ötvözi a szexualitást és a véráztatta akciókat, a gonoszságot és hősiességet, ami megkülönbözteti hasonló társaitól. A sorozatot Magyarországon a HBO sugározta. 
A filmsorozat más sorozat jellemzőit is magában hordozza: A Róma című sorozat történetvezetésére némileg hasonlít és a Russell Crowe-féle Gladiátor közt is található párhuzam. Mindezek mellett a 300 speciális feldolgozásmódjával, azaz a grafikus, képregényszerű látványvilágával párosul.
A Vér és homokban (1. évadban) a trák harcost foglyul ejtik, rabszolgasorba taszítják a rómaiak. Gladiátoriskolába kényszerítik, az aréna világába, ahol Spartacus az életéért, felszabadulásáért és a feleségével való újratalálkozás reményében harcol. Ezután következett a hat részes Spartacus: Az aréna istenei előzménysorozat ("0. évad"), ami a Batiatus-ház felemelkedésének történetét, vagyis a Spartacus érkezése előtti időszakot idézi fel. A harmadik ("2. évad") évad címe Spartacus: Vengeance (Bosszú), ami azt meséli el, hogy mi történt a gladiátoriskolából kitört felkelőkkel. A sorozatot gyártó Starz 2012 júniusában jelentette be, hogy a negyedik évad ("3. évad") lesz az utolsó a rabszolgából lett szabadságharcos történetéből. A zárószezon címe War of the Damned lett,  mely az Elátkozottak háborúja magyar címet kapta, amely a lázadás terjedését, Spartacus új ellenfelét, Crassust, és az elkerülhetetlen totális háborút ábrázolja.
A tévésorozat megjelent könyv formában a Spartacus: Kardok és hamvak, és Spartacus - Morituri címmel, melyek mélyebb bepillantást kínálnak az aréna vérrel, szexualitással és intrikával teli könyörtelen, öldöklő világába.

## Szereplők
| Szereplő        | Színész               | Magyar hang           |
| --------------- | --------------------- | --------------------- |
| Spartacus       | Andy Whitfield        | Széles László         |
| Lucretia        | Lucy Lawless          | Orosz Anna            |
| Batiatus        | John Hannah           | Cseke Péter           |
| Crixus          | Manu Bennett          | Haás Vander Péter     |
| Agron           | Daniel Feuerriegel    | Bede-Fazekas Szabolcs |
| Nasir           | Pana Hema-Taylor      | Fehér Tibor           |
| Doctore         | Peter Mensah          | Kálid Artúr           |
| Ilithyia        | Viva Bianca           | Pálfi Kata            |
| Claudius Glaber | Craig Parker          | Viczián Ottó          |
| Sura            | Erin Cummings         | Pálmai Anna           |
| Ashur           | Nick Tarabay          | Kolovratnik Krisztián |
| Varro           | Jai Courtney          | Fenyő Iván            |
| Naevia          | Lesley-Ann Brandt     | Pikali Gerda          |
| Barca           | Antonio Te Maioha     | Csankó Zoltán         |
| Solonius        | Craig Walsh-Wrightson | Mihályi Győző         |
| Mira            | Katrina Law           | Majsai-Nyilas Tünde   |
| Aurelia         | Brooke Williams       | Ruttkay Laura         |

## Epizódlista
| | Eredeti cím                  | Magyar cím                        | Eredeti bemutató  | Magyar bemutató     |
| --- | ---------------------------- | --------------------------------- | ----------------- | ------------------- |
| 01 | The Red Serpent              | A Vörös Kígyó                     | 2010. január 22.  | 2010. június 1.     |
| A trák nép megelégeli a geták sorozatos támadásait. Róma kijelölt legátusa, Glaber szövetséget ajánl Trákiának, ha cserébe segítenek a Mithridatész elleni harcban. Ám a csata nem úgy alakul, ahogy azt eltervezték és Spartacus egy Capua felé tartó hajón ébred fel. A dezertálása miatt az arénába szánják, hogy a bajtársaival együtt az arénában hulljon el. Az arénában a túlélés a célja, hogy szeretett feleségét újra a karjaiban tarthassa.                                                     |                              |                                   |                   |                     |
| 02 | Sacramentum Gladiatorum      | Sacramentum Gladiatorum           | 2010. január 29.  | 2010. június 8.     |
| Az arénában való túlélése után Spartacus Quintus Batiatus ludusába kerül, aki gladiátorokat képez ki a Köztársaság és a közönség szórakoztatására. Spartacus megismeri a gladiátorok hierarchia rendszerét és megtanulja az alapvető mozdulatokat. A tréning után egy teszttel kell bizonyítania kell, hogy a gladiátorok között a helye. A teszt végén elmondja az esküt, hogy soha nem hoz szégyent a dominusára.                                                                                        |                              |                                   |                   |                     |
| 03 | Legends                      | Legendák                          | 2010. február 5.  | 2010. június 15.    |
| Spartacus barátra lel Varro személyében, aki beavatja azokba a legendákba , hogy Barca és Crixus hogyan lett ismert és híres gladiátorok. Crixus szemett vett Lucretia szolgájára, Naeviára. Batiatus és gladiátorai meghívást kaptak a Vulcanalia fesztiválra. Spartacus magára haragítja Gnaeust, hogy átvehesse a helyét a Crixus elleni harcban. A terve sikerül ám Crixus legyőzi, de Batiatus egy különös okból kifolyólag megkíméli az életét.                                                      |                              |                                   |                   |                     |
| 04 | The Thing in the Pit         | Az a dolog a bányákban            | 2010. február 12. | 2010. június 22.    |
| A Vulcanalia fesztiválon mutatott veresége miatt Spartacus lekerül a tárnákba. Batiatus pénzügyi nehézségekbe ütközik, amit rövid időn belül el akar intézni. Spartacus sorra nyeri meg a bányákban a harcot. Crixus szorosabbra fűzi a kapcsolatát Naeviával, holott a domina szeretője. Batiatust ismeretlen jelölésű szolgák támadják meg. Spartacus megmenti a dominusát, aki hálából újra engedi az arénában küzdeni.                                                                                 |                              |                                   |                   |                     |
| 05 | Shadow Games                 | Árnyjátékok                       | 2010. február 19. | 2010. június 29.    |
| Batiatus elküldi Barcát és Ashurt, hogy derítsék ki, ki akarta a halálát. Calavius magisztrátus javaslatára gladiátor küzdelmeket folytatnak, hogy a sokáig tartó szárazság elmúljon. Batiatus két harcosa kapta a megtiszteltetést, hogy megküzdjenek Theokolésszel, aki Solonius szolgálatában áll. A doctore el is kezdi a gyakorlást Spartacusékkal, mivel ő jól ismeri az ellenség taktikáját. Batiatus végleg leszámol a gyilkossági kísérlet felelősével. A végső csata érdekes eseményekkel zárul. |                              |                                   |                   |                     |
| 06 | Delicate Things              | A gyengéd érzések                 | 2010. február 26. | 2010. július 6.     |
| Spartacus mostantól átvette a Capua bajnoka címet a Theokoles ellen aratott győzelmével. Barca örül, hogy sok pénzt nyert Ashurtól, mert az nyert, aki(k)re fogadott. Spartacus, szökési kísérleteiről mesél Varronak, aki mindig észhez téríti. Batiatus téves információk révén egy általa megbízott embernek veszi el az életét. Batiatus megtartotta a Spartacusnak tett ígéretét, bár nem abban a formában, amire számítani lehetett.                                                                 |                              |                                   |                   |                     |
| 07 | Great and Unfortunate Things | Nagyszerű és balszerencsés dolgok | 2010. március 5.  | 2010. július 13.    |
| Spartacus eltemeti Surát. A doctore érdeklődni kezd Barca eltűnésének okáról. Crixus még a medicusnál gyengélkedik, ahol Naevia gyakran meglátogatja. Varro-t meglátogatja felesége, Aurelia és a fia. Batiatus őrjöng, mert elvesztette a legjobb retiariusát Spartacus keze által. Mercato, nagyapja iránti tisztelete jeléül felidézteti a nagyapja legnagyobb küzdelmét, amit a trákok ellen vívott. Spartacus kapja a megtiszteltetés, hogy eljátssza Marcus Minucius Rufust.                         |                              |                                   |                   |                     |
| 08 | Mark of the Brotherhood      | A Testvériség jele                | 2010. március 12. | 2010. július 20.    |
| Batiatus új gladiátorokat vásárol, hogy Solonius ne tudjon versenyre kelni vele a tapasztalatlan gladiátoraival. Ilithyia kap egy saját gladiátort, aki neki szerez dicsőséget. Crixus csaknem teljesen felépült. Ashur esélyt kér, hogy újra bizonyíthassa, hogy még mindig tud harcolni. Crixus váratlan cselekedetet hajt végre Spartacussal kapcsolatban. |                              |                                   |                   |                     |
| 09 | Whore                        | Szajha                            | 2010. március 19. | 2010. július 27.    |
| Licinia egy gladiátorral akar szeretkezni és Lucretia szolgálatait veszi igénybe. Crixus most már ereje teljében van. Ashur is újra küzdeni akar, de a dominus nem engedi. Ashur felajánlja a szolgálatait Soloniusnak. Spartacusnak egy gazdag római polgárral kell intim kapcsolatba lépnie. Érdekes és sajnálatos esemény történik a Batiatus-házban. |                              |                                   |                   |                     |
| 10 | Party Favors                 | Ünnepi szívességek                | 2010. március 26. | 2010. augusztus 4.  |
| Miután Lucretia becsapta Ilithyiát, megígérte, hogy segíteni fog nekik, hogy elnyerjék a férje támogatását. Batiatus szobrot csináltat Spartacus képmásával, ezzel tisztelegve előtte. Ma ünneplik Numerius férfivá válását. Ilithyia ajánlatot tesz Numeriusnak. Batiatus utasítja Spartacust, hogy hajtsa végre Numerius akaratát. Batiatus terve kudarcba fullad a politikát illetően. |                              |                                   |                   |                     |
| 11 | Old Wounds                   | Régi sebek                        | 2010. április 2.  | 2010. augusztus 11. |
| Varro halála után Spartacus teljesen magába roskad. Batiatus bosszút áll a becsületén esett foltért. Crixus most lép újra az arénába a Theokoles elleni kudarc után. Spartacus megtudja a felesége halálának körülményeit. Crixus nagy küzdelemben legyőzi az ellenfelét. Batiatus és Ashur terve teljes sikert aratott. |                              |                                   |                   |                     |
| 12 | Revelations                  | Kinyilatkoztatások                | 2010. április 9.  | 2010. augusztus 18. |
| A tőrbecsalt Solonius az aréna homokján bizonyíthat Spartacus ellen. Ashur szolgálataiért cserébe Naeviát akarja. Glaber visszatér Capuába, hogy meghallgassa a Batiatus kérését. Glaber bemutatót kér Batiatustól, hogy milyen harcost faragott Spartacusból. Ashur leleplezi Crixus és Naevia kapcsolatát. Crixus megbüntetik az általa elkövetett bűnért. Glaber teljes mértékben biztosítja a támogatását.                                                                                             |                              |                                   |                   |                     |
| 13 | Kill Them All                | Megöljük mind                     | 2010. április 16. | 2010. augusztus 25. |
| Batiatus bemutatót tart a római gazdagoknak. Batiatus fel akarja emelni a doctorét a lanistai posztra. Spartacus és Crixus véres küzdelmet folytat a közönség számára, de esküt tettek egymásnak. Oenomaus meg akarja büntetni Ashurt, a hazugságaiért. Crixus átáll Spartacus oldalára és az összes gladiátor fellázad a ludusban. Spartacus és Aurelia bosszút áll. |                              |                                   |                   |                     |

## 2. évad
| # | Eredeti cím           | Magyar cím         | Eredeti bemutató | Magyar bemutató |
| --- | --------------------- | ------------------ | ---------------- | --------------- |
| 01 | Fugitivus             | Szökevények        | ???              | ???             |
| Spartacus és társai fellázadtak, és kitörtek Batiatus capuai gladiátoriskolából. A trák gladiátor ráeszmél, milyen nehéz feladat, hatalmas kihívás a lázadók vezetőjének lenni. Hamarosan hírét veszi, hogy egy római katonai egység érkezett Capuába a leverésükre. Vezetőjük Gaius Claudius Glaber, a férfi, aki miatt elveszítette a feleségét, a szabadságát, és arra kényszerítették, hogy az arénában nézzen farkasszemet a halállal. Spartacus súlyos döntés elé kerül: bosszulja meg személyes sérelmét, vagy álljon a szabadságra vágyó emberek élére.                       |                       |                    |                  |                 |
| 02 | A Place in This World | Hely a világban    | ???              | ???             |
| A capuai gladiátorlázadás híre rettegésben tartja a Capua környékén élő római gazdagokat. A trák gladiátor, Spartacus vezetésével fölszabadítják az egyik villát. A rabszolgák azonban gyanakodva szemlélik a felkelőket. Nem mernek csatlakozni hozzájuk, mert félnek a rómaiak bosszújától. A gladiátorok között ellentét bontakozik ki. Spartacus hiába próbálja összetartani az embereit. A vita végeztével Oenomaus úgy dönt, hogy a saját feje után megy. Ilithya tiltakozása ellenére Claudius Glaber védelmébe veszi Lucretia jóslatait.                                      |                       |                    |                  |                 |
| 03 | The Greater Good      | A többség java     | ???              | ???             |
| Naevia sorsának híre eljut a lázadókhoz. Spartacus nehéz helyzetbe kerül. El kell döntenie, hogy megéri-e sok ember sorsát kockára tenni egyetlen élet megmentéséért? A gladiátorok közel vannak ahhoz, hogy kisebb csapatokra bomoljanak. Spartacus megpróbál közvetíteni közöttük. A trák harcos jól tudja, hogy semmi esélyük, ha szétválnak az útjaik, a római egységek egyenként levadásszák őket. Közben Lucretia némi információért cserébe elárulja a titkot, amit régóta őriz. Spartacusék végül elindulnak kiszabadítani Naeviát, de elárulják őket, és csapdába esnek.     |                       |                    |                  |                 |
| 04 | Empty Hands           | Üres kézzel        | ???              | ???             |
| Árulás következtében a rómaiak tőrbe csalták a lázadókat. Miközben Spartacus megpróbál a túlélőkkel a biztonságot jelentő erdőbe jutni, Crixus visszafordul, hogy megmentse szerelmét. A kimerült, egyre fogyatkozó csapat a Vezúvhoz tart, hogy találkozzanak Agronékkal. Spartacus a hátán viszi a sebesült társát, amikor váratlan segítség érkezik. Claudius Glaber ünnepséget rendez a meghívott előkelőségeknek a Batiatus-házban, melyben Crixusnak és a többi elfogott gladiátornak szánja a főszerepet. Közben Crixus újra találkozik Oenomausszal.                          |                       |                    |                  |                 |
| 05 | Libertus              | Szabadság          | ???              | ???             |
| Lucretia megkegyelmezett a volt szeretőjének, így Crixus helyett másik gladiátorra várt a kínhalál. Crixus és társai megdöbbenve látják, hogy Gannicus visszatért az arénába, ahol immár szabad akaratából, pénzért harcol egykori harcostársaival. A segítségnek hála, Spartacusék kissé fellélegezhetnek. A trák harcoshoz is eljutnak a Batiatus-házban tervezett viadalról szóló hírek. Spartacus elhatározza, hogy megpróbálja kiszabadítani Crixust. Akcióját azonban veszélybe sodorja egy gladiátor. Ilithya mesterkedése veszélyezteti a Claudius Glaberrel való házasságát. |                       |                    |                  |                 |
| 06 | Chosen Path           | A választott út    | ???              | ???             |
| Spartacus és társai lecsapnak Capuára, porig égetik az arénát. A jövő azonban bizonytalan, ellentét osztja meg soraikat. Miközben Gannicus rendezni akarja a kapcsolatát Oenomausszal, összetűzésbe keveredik Spartacusszal. A trák harcos már előre tekint. Arra ösztönzi az embereket, hogy keményen edzenek, és készüljenek fel a rómaiak elleni összecsapásra. Lucretia és Ilythia újra közel kerülnek egymáshoz. Ashur sikeresen bevágódik az új gazdájánál. Claudius Glaber erőt gyűjt a lázadókkal való küzdelemre, a csapatait újoncokkal töltik fel.                         |                       |                    |                  |                 |
| 07 | Sacramentum           | Szentség           | ???              | ???             |
| Spartacus jól tudja, hogyha nem sikerül erősíteni a felkelők harcerejét, akkor esélyük sincs a jól képzett római légiósokkal szemben. Ennek érdekében a trák olyan harcosokat szabadít ki, akik a rómaiak külhoni háborúi során estek fogságba, majd kerültek rabszolgasorsra. Ez a lépés azonban sok veszélyt is rejt magában. Szerencsére a három tapasztalt gladiátor, Spartacus, Crixus és Oenomaus határozott fellépése megakadályozza, hogy elfajuljon a lázadók közti nézeteltérés. Lucretiának sikerül besoroznia a római katonák közé férje egykori gladiátorát.             |                       |                    |                  |                 |
| 08 | Balance               | Egyensúly          | ???              | ???             |
| A felkelők foglyul ejtenek egy fontos római személyiséget. Spartacus és Claudius Glaber végre farkasszemet néz egymással. A trák harcos így lehetőséget kap, hogy végre beteljesítse bosszúját, és leszámoljon a gőgős ellenségével. Vagy talán, ha kellő önmérsékletet tanúsít, akkor még nagyobb hasznot tud húzni ebből a helyzetből? A megoldás váratlan és meglepő. Lucretia folytatja az áskálódást Claudius Glaber ellen, sőt, immár Ashurt is célba veszi. Úgy tűnik, hogy annyi intrika után eléri a célját. Crixus és Naevia sorsa újra összefonódik.                       |                       |                    |                  |                 |
| 09 | Monsters              | Szörnyetegek       | ???              | ???             |
| A felkelőknek nem erőssége a fegyelem. Az őrség hanyagsága akár a pusztulásukat is jelentheti. Spartacusnak megint minden vezetői képességére szükség van, hogy elsimítsa az ellentéteket. Gaius és Seppia együttlétét megzavarja a férfi halottnak hitt felesége felbukkanása. Lucretia meg akar szabadulni minden olyan embertől, aki a tervét veszélyezteti. A felkelők összecsapnak a rómaiakkal. Az elkeseredett küzdelemben a túlerőben lévő, jól képzett légiósok kerekednek fölül. Spartacusnak és társainak csak nehezen sikerül elmenekülniük, Oenomaus is megsebesül.      |                       |                    |                  |                 |
| 10 | Wrath of the Gods     | Az istenek haragja | ???              | ???             |
| Az elvesztett összecsapás után Spartacus és társai a Vezúv oldalában találnak menedéket. A trák harcos megpróbálja összeszedni a szétzilált csapatát, mielőtt a rómaiak végleg térdre kényszerítenék őket. A felkelők helyzetét nehezíti, hogy fogytán vannak a készleteik, egyre kevesebb az étel és az ivóvíz. Mindez a lázadás veszélyét hordozza magában. Spartacusnak vissza kell adnia az emberek hitét, mielőtt egy végső csatában szembenéznének Claudius Glaber seregével. Spartacus tudja, hogy egyiküknek meg kell halnia.                                                 |                       |                    |                  |                 |

## Külső hivatkozások
- Hivatalos oldal
- Spartacus: Vér és homok a PORT.hu-n (magyarul)
- Spartacus: Vér és homok az Internet Movie Database oldalon (angolul)
- A sorozat az HBO oldalán (archíválva)